# ガンシクロビル
ガンシクロビル (Ganciclovir) は、ウイルス感染症の治療薬。商品名はデノシン、バリキサ。

## 構造
ヌクレオシドのひとつ、グアノシンのアナログ（類似物質）である（9-[(1,3,-dihydroxy-2-propoxy)methyl] guanine）。

## 作用機序
細胞内に入ると、サイトメガロウイルスのORF UL97の産物であるキナーゼもしくは単純ヘルペスウイルス・水痘帯状疱疹ウイルスのチミジンキナーゼの作用によりガンシクロビル5'-三リン酸までリン酸化され、これはDNAポリメラーゼによるdGTPの使用を完全に阻害する。このガンシクロビル三リン酸は、宿主よりもウイルスのDNAポリメラーゼにより高い親和性を有している。また、ウイルスDNAに直接結合することによりDNA鎖の伸長を阻害する。

## 薬物動態学
ガンシクロビルは、静注または経口で使用される。経口での吸収効率（バイオアベイラビリティ）は極めて悪く、5.57%である。バルガンシクロビル塩酸塩はそのプロドラッグであり、吸収率は60.9%に上昇している。

## 効果・効能
ヘルペスウイルスの一つであるサイトメガロウイルスに対して効果がある。そのほか、単純ヘルペスウイルス1型・2型、EBウイルス、ヒトヘルペスウイルス6型に対する効果も確認されている。
エイズ患者、臓器移植患者、悪性腫瘍患者などのサイトメガロウイルス感染症の治療もしくは予防目的で投与する。

## 耐性
サイトメガロウイルスのガンシクロビルに対する耐性が確認されている。UL97の突然変異と、DNAポリメラーゼの改変がその原因である。後者が原因の場合、ときにホスカルネットにも耐性を示す。

## 副作用
血液系への副作用に最大限の注意を払う必要がある。好中球減少症・血小板減少症・貧血、中枢神経症状、発熱・発疹などが起こる。好中球減少症は投与中止の最大の原因である。妊婦禁忌薬。

### 毒性
ガンシクロビルは、潜在的なヒト発がん性物質、催奇形性物質、および変異原性物質と見なされている。また、精子形成の阻害を引き起こす可能性が高いと考えられている。そのため慎重に使用され、臨床現場では細胞毒性薬として扱われる。